# Síntesis aditiva de color

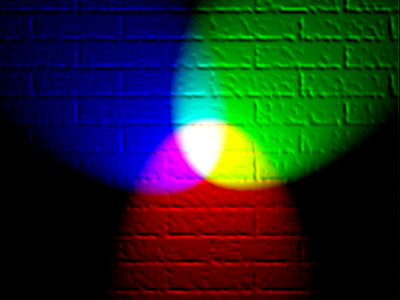
Mezcla aditiva usando focos luminosos de color.

La síntesis aditiva es un modelo que permite explicar la obtención de un color a partir de la suma de los componentes de color. El proceso de reproducción aditiva normalmente utiliza luz roja, verde y azul como componentes para producir el resto de colores. Combinando uno de estos colores primarios con otro en proporciones iguales se obtienen los colores aditivos secundarios: cian, y se pueden encontrar colores básicos
magenta y amarillo. Combinando los tres colores primarios de luz con las mismas intensidades, se produce el blanco. Variando la intensidad de cada luz de color finalmente deja ver el espectro completo de estas tres luces.

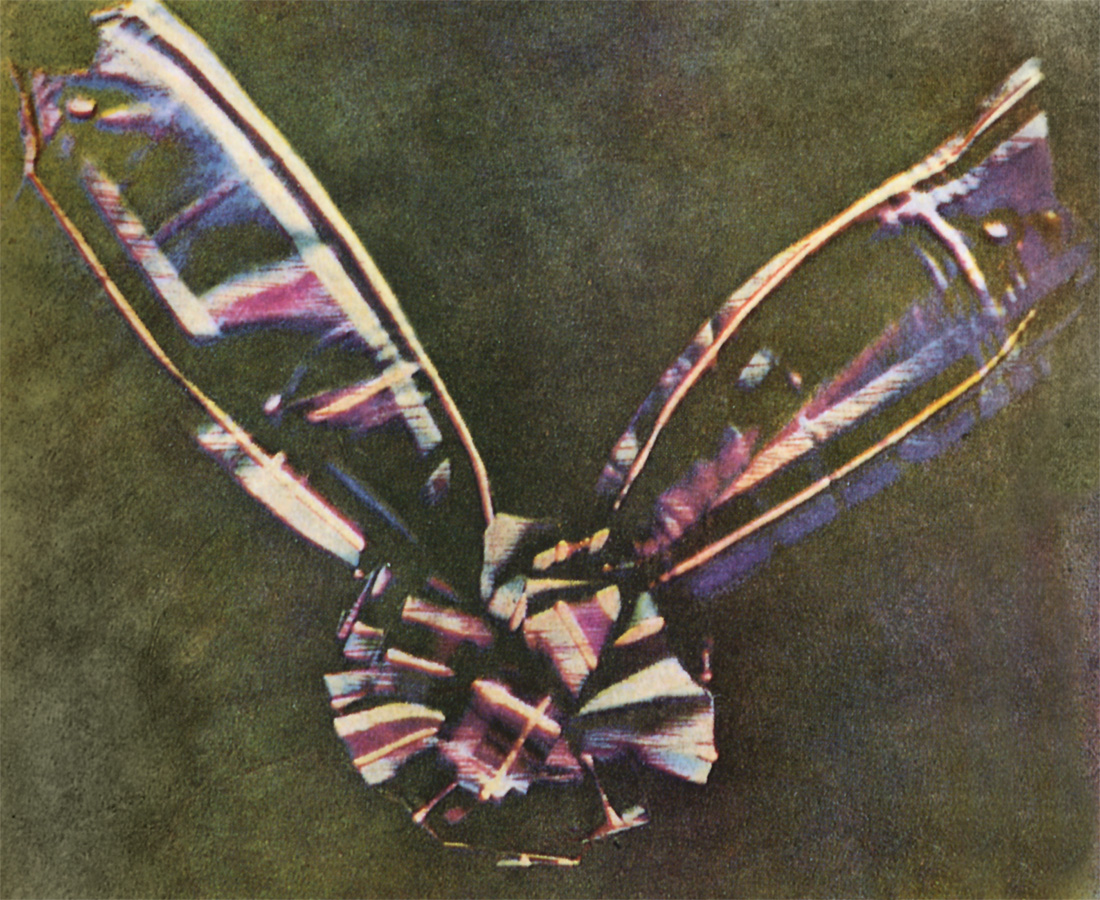
La primera fotografía en color permanente, tomada por James Clerk Maxwell en 1860.

Los televisores y los monitores de ordenador son las aplicaciones prácticas más comunes de la síntesis o mezcla aditiva.
James Clerk Maxwell tiene el mérito de ser el padre de la mezcla aditiva. Hizo que el fotógrafo Thomas Sutton fotografiara un estampado escocés tres veces, cada vez con un filtro de color diferente sobre la lente. Las tres imágenes fueron proyectadas en una pantalla con tres proyectores diferentes, cada uno equipado con el mismo filtro de color utilizado para tomar las imágenes. Al unir los tres focos formó una imagen a todo color, de este modo demostrando los principios de la síntesis de color.

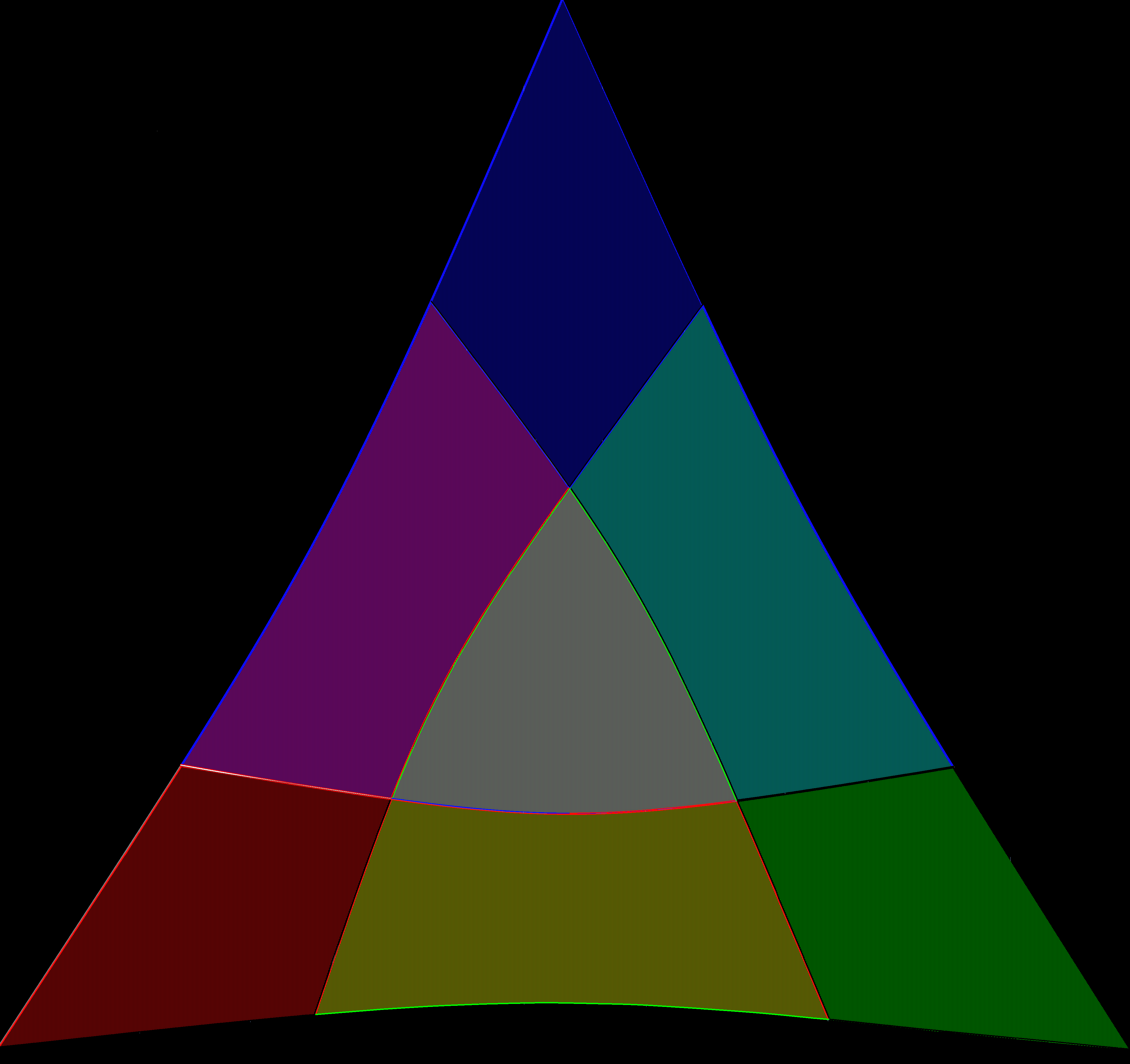
Mezcla aditiva de los colores primarios por proximidad, usando únicamente líneas rojas, verdes y azules. (hacer click en la imagen para notar el efecto).

## Usos
Esta forma de síntesis de los colores se utiliza en todos los medios que reproducen o capturan imágenes que dependen de la emisión directa de luz. Entre los principales usos tenemos:
- Proceso de captura de imágenes de una cámara de fotografía en color.
- Proceso de captura de imágenes de una cámara de vídeo.
- Pantalla de televisor en sus diversos sistemas.
- Monitor de computadora
- Pantallas de la telefonía móvil y otros aparatos electrónicos.
- Proyector de diapositivas
- Proyector cinematográfico y de video en general.

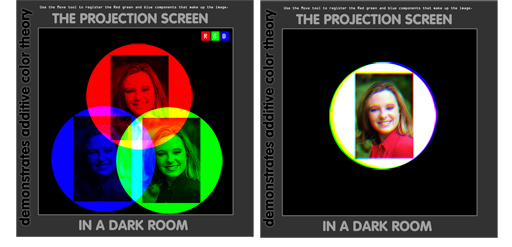
Mezcla aditiva del modelo RGB (rojo-verde-azul), usado en la proyección a color en un ambiente oscuro.

## Modelos y espacios de color
De acuerdo con los valores numéricos que miden los componentes cromáticos, se usan unos cuatro modelos aditivos de color: CIE, RGB, HSL/HSV, y vídeo compuesto. Estos modelos funcionan a su vez en sistemas de interpretación del color llamados espacios de color.

### ModeloCIE

Espacio CIELAB al 50% de luminosidad. En la imagen se ilustra las coordenadas L*, b* y a*.

Históricamente, el primer modelo de iluminación de color para producción de imágenes, fue desarrollado por la Comisión Internacional de la Iluminación en 1931. Presenta los siguientes espacios de color:
- CIE XYZ o CIE 1931: es el espacio de color más antiguo, en donde X es una luz con longitudes de onda del rojo al verde, Y es luminosidad y Z se aproxima al azul.
- Hunter Lab o CIE 1948 o Hunter L, a, b: es un espacio CIE XYZ mejorado.
- CIE UCS o CIE 1960
- CIEUVW o CIE 1964
- CIELUV o CIE 1976 L*u*v*
- LAB o CIELAB o CIE 1976 L*a*b*: espacio tridimensional en donde L* es luminosidad de negro a blanco, a* va de rojo a verde y b* es la gradiente del azul. Se usa en Adobe Photoshop, perfiles ICC, archivos TIFF y documentos PDF.
- CIELCH o CIE L*c*h*: Versión cilíndrica de CIELUV

### Modelo de los colores primarios (RGB)
El modelo RGB o RVA está basado en el control de la intensidad de los tres colores primarios de luz: rojo, verde y azul; aunque estos colores pueden tener variaciones de acuerdo con el espacio de color. Estos espacios de color pueden ser:
- sRGB: Creado conjuntamente por HP y Microsoft. Fue aprobado por el W3C, Exif, Intel, Pantone, Corel, por el Software libre y muchos otros. Es utilizado en formatos gráficos propietarios y libres como el PNG.
- Adobe RGB: Desarrollado por Adobe Systems y usado en computadoras y cámaras digitales para mejorar la impresión CMYK, especialmente en los tonos verde-cian.

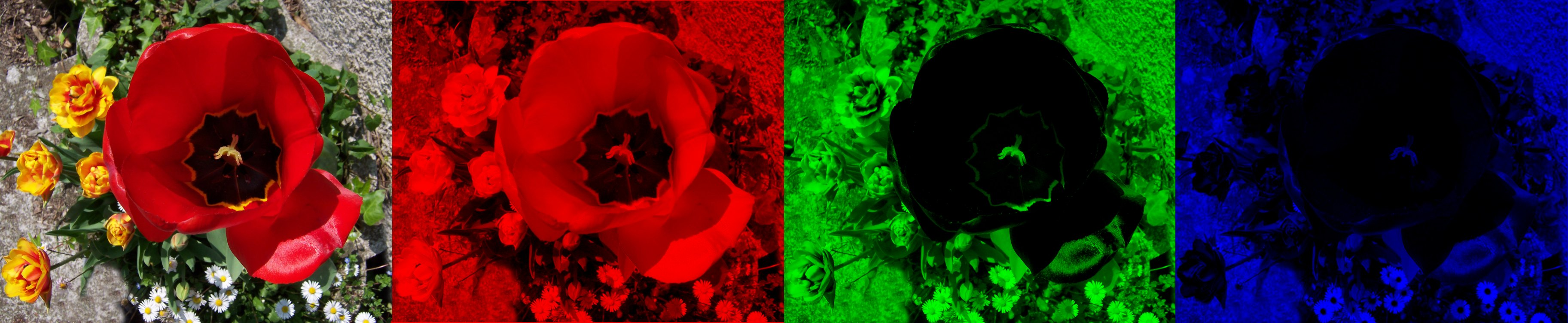
Cada píxel de una pantalla, tiene 3 subpíxeles correspondientes a cada color primario.

- RGB de amplia gama: Adobe Systems desarrolló este espacio en 1998 para aumentar la gama de colores.

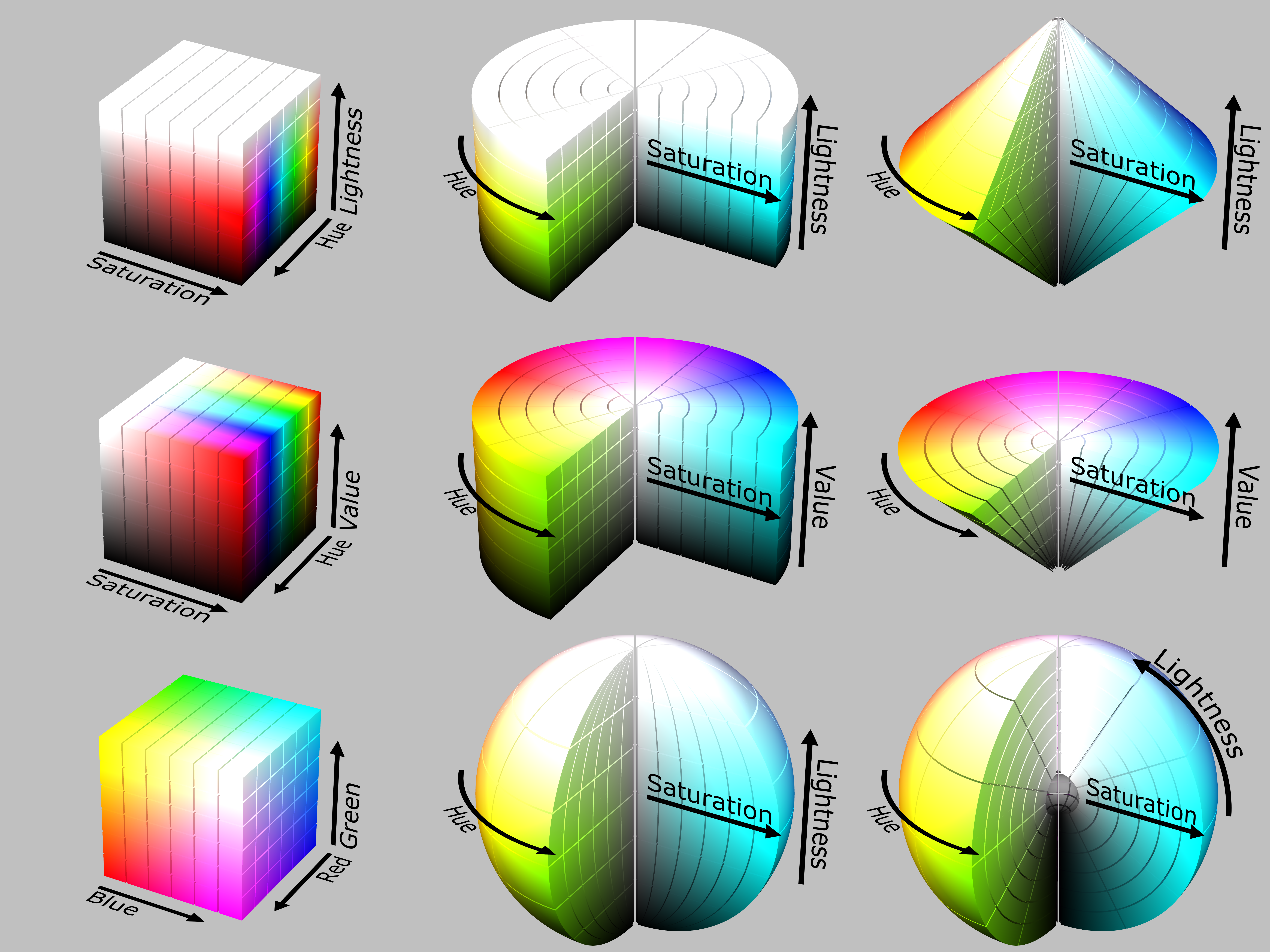
Representaciones de HSV y HSL.

- ProPhoto RGB
- scRGB
- Rec. 709
- Rec. 2020

### Modelo de laspropiedades del color(HSV/HSL)
También llamado Sistema de color de Munsell, descubierto en 1915 por Munsell. Actualmente son dos sistemas que dependen de las propiedades del color y son una transformación del modelo RGB.  Se aplican en pantallas y proyectores alternativamente con RGB.
- HSV o HSB: Basado en las propiedades matiz, saturación y valor.
- HSL, HSI o HSD: Basado en las propiedades matiz, saturación y luminosidad.

### Modelo de luma y crominancia (vídeo compuesto)

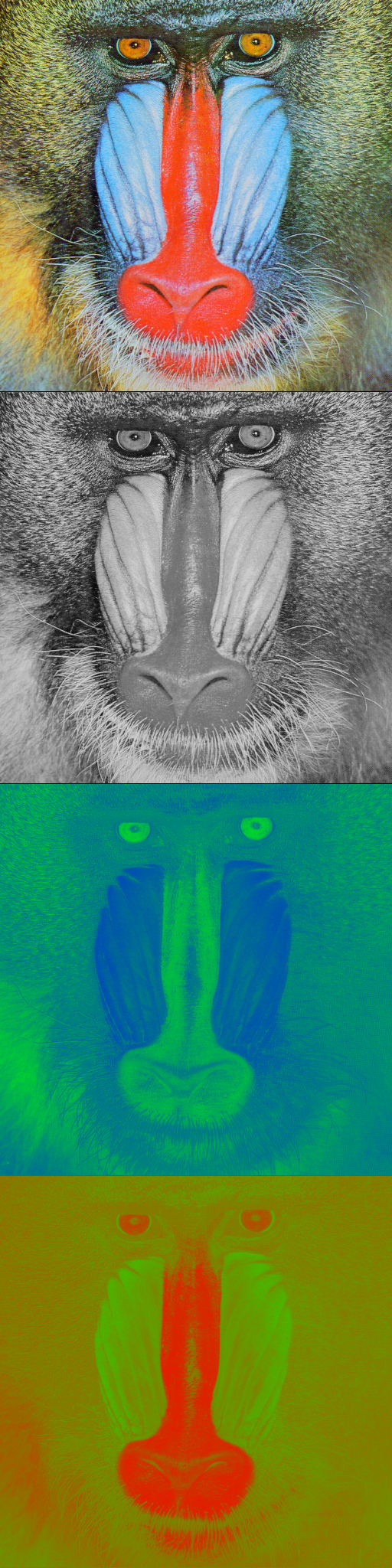
Espacio YUV. Y para la imagen en blanco y negro, U para el rango azul-verde y V el rojo-verde. Es similar el espacio YPbPr y derivados.

Está relacionado con la historia de la televisión a color, pues en 1942 se patentó la transmisión televisiva mediante dos bandas paralelas independientes: una que lleva la luma y otra la crominancia, por lo que el resultado es considerado un video compuesto. La luma lleva el brillo o luminancia en forma de imágenes monocromáticas (en blanco y negro), mientras que la crominancia lleva el colorido. Históricamente se resolvía un problema, pues en aquella época abundaban los televisores en blanco y negro, y este sistema permitía que la luma emitiera las imágenes para estos televisores, mientras que la crominancia se recepcionaba sólo en los televisores a color. Existen varios espacios de color:
- YIQ: Usado por los sistemas analógicos de televisión NTSC, que son los más importantes en América. De sus siglas, Y representa la luma o luminosidad, mientras que la crominancia o color se transmite por el componente I (rango rojo-azul) y Q (verde-azul).
- YUV o Y'UV: Usado especialmente por el sistema televisivo PAL, en donde la luma se transmite por el componente Y y la crominancia por U y V. (ver imagen)
- YDbDr: Se usa en el sistema SECAM, es la primera señal analógica para TV a color de Europa.
- YPbPr: Señal analógica de video transmitida por 3 cables: el cable verde Y lleva la luma, y los cables azul Pb y rojo Pr llevan la crominancia.
- YCbCr o Y'CBCR: Para video y fotografía digital, constituye la versión digital de YPbPr, y análogamente Y lleva la luma, Cb y Cr el color. Los sistemas analógicos se digitalizan a YCbCr previa codificación en información RGB.
- XvColor o xvYCC: Fue desarrollado por Sony en 2006, aumentando la capacidad de color de 24 bits del sistema sRGB a 48 bits, lo que permite una mayor gama de color y tonos aún más vivos.